# Orașul borcanelor
Orașul borcanelor (titlu original: Mýrin), este primul roman polițist scris de Arnaldur Indridason, care deschide o serie de romane de acest gen cu denumirea "Crimele din Reykjavik". Romanul a fost publicat în anul 2011, la Editura Trei, București. Cartea câștigătoare a Nordic Crime Novel Award, este mai mult decât o poveste polițistă, un caz rezolvat de inspectorul-șef Erlendur Sveinsson, este și un captivant thriller psihologic.

## Sinopsis
Atunci când un septuagenar solitar este ucis în apartamentul său din Reykjavík, cazul este predat inspectorului-șef Erlendur Sveinsson, un detectiv foarte competent, tăcut, ursuz și cu umor sec, care folosește metode dintre cele mai inedite.
El este un veteran al poliției din Reykjavik, are în jur de 50 de ani, este divorțat de mult și are doi copii, ambii dependenți de droguri într-un grad mai mare sau mai mic. Rutina lui de burlac ancorat exclusiv în viața profesională este zdruncinată atât de secretele murdare pe care le descoperă de-a lungul anchetei, cât și de încălzirea treptată a relațiilor – inițial tensionate la maximum – cu fiica lui, Eva Lind, care apare și dispare în mod capricios din viața lui. Un copil devenit femeie, care afișează o atitudine rebelă și sfidătoare: nimic altceva decât un strigăt de ajutor, de fapt!
Singurele indicii găsite la locul faptei sunt un bilet criptic lăsat de criminal și o fotografie cu mormântul unei fetițe. Inspectorul Erlendur descoperă că, în urmă cu mulți ani, victima a fost acuzată de un delict nerezolvat, un viol, însă n-a fost condamnată niciodată. S-a întors oare trecutul să-l bântuie pe acest bătrân? Pe măsură ce redeschide acest caz vechi, Erlendur găsește dovezi neobișnuite care îl duc spre secrete mult mai adânci decât uciderea bătranului Holberg. "Orașul Borcanelor" este un loc tăinuit în care se păstreaza organele prelevate pentru cercetare genetică. Odată pătruns în acest laborator de medicină legală, Erlendur găsește cheia unor fapte care au afectat mai multe generații.

## Aprecieri critice
«Un roman întunecat, a cărui poveste ajunge să te bântuie, cu un protagonist care cercetează o crima și ajunge să-și descopere propria umanitate. Finalul emotionant m-a luat pe neașteptate și m-a impresionat cum puține romane polițiste o fac.» scrie The Boston Globe.
«Într-o manieră inedită, Indridason nu ridică doar problema paternității într-o națiune mică, ci și chestiuni de interes mai larg, cum ar fi utilizarea informației genetice. Romanul culminează cu un final care se dovedește nespus de tulburător.» consemnează Time Out London.
«Ingenios construit și cu o scriitură elaborată, Orașul Borcanelor operează la un nivel mai profund decât majoritatea romanelor polițiste: exprimă sentimentul dureros al fatalității cu care sunt impregnate vechile povești pe care islandezii din Evul Mediu le relatau în lungile nopți de iarna.» (The Independent)